# Rui Rocha
Rui Nuno de Oliveira Garcia da Rocha (Lobito, 13 de março de 1970) é um gestor e político português. Foi Presidente da Iniciativa Liberal de 2023 a 2025 e, atualmente, é deputado à Assembleia da República pelo partido.

## Biografia
Residente em Braga desde 1978, com interrupção apenas para a licenciatura, é casado, com 2 filhos, e licenciado em Direito pela Universidade Católica Portuguesa. Foi assistente convidado na Universidade Moderna. Exerceu funções de advocacia e desenvolveu uma carreira de Gestor de Recursos Humanos em diferentes áreas como banca, indústria, construção civil, automóvel, logística ou retalho especializado. Teve uma intensa atividade na blogosfera, em particular no blogue "O Insurgente", e como colunista, mais recentemente no jornal semanário Novo.

## Política
É membro da Comissão Executiva da Iniciativa Liberal desde a VI Convenção Nacional do partido, que teve lugar a 11 e 12 de dezembro de 2021. Foi cabeça de lista da IL pelo distrito de Braga nas eleições legislativas de 2022, tendo sido o único eleito pelo partido nesse círculo, obtendo 21,432 votos.
Após a saída de João Cotrim de Figueiredo da liderança do partido, em outubro de 2022, Rui Rocha declarou a sua candidatura à liderança na VII Convenção Nacional da IL tendo sido apoiado pelo Presidente cessante.
Em janeiro de 2023 foi eleito Presidente da Comissão Executiva da IL para o mandato 2023–2025, com 51,7% dos votos, contra 44% de Carla Castro (deputada) e 4,3% José Cardoso (conselheiro nacional do partido).
A 2 de fevereiro de 2025, foi reeleito como Presidente do partido, alcançando 73,4% dos votos, contra os 26,6% da lista encabeçada por Rui Malheiro (conselheiro nacional).

A 31 de maio de 2025, demitiu-se da liderança do partido na sequência das eleições legislativas de 2025.